# Thomas Law
Thomas John Law, född 17 december 1992 i Potters Bar i Hertfordshire, är en brittisk skådespelare och sångare. Han är känd för att porträttera rollen som Peter Beale i BBC-såpoperan Eastenders från 2006 till 2010, innan han återupptog rollen från 2023 och framåt. Mellan åren 2021 och 2023 dök han dessutom upp i ITV-dramaserien The Bay, i rollen som DC Eddie Martin.
Law föddes i Potters Bar i Hertfordshire, som son till föräldrarna Trish och Robert Law. Han växte därefter upp som det tredje och yngsta barnet i familjen, tillsammans med två äldre systrar. Han har också andra familjemedlemmar och släktingar, som är bosatta i Australien. Han gick under sin skoltid på Chancellor's School i Brookmans Park.

## Filmografi (i urval)

### Filmer
- 2013 – The World's End
- 2016 – A Cinderella Story: If the Shoe Fits

### TV-serier
- 2005 – Casualty (TV-serie) (även 2014)
- 2006–2010 – Eastenders (TV-serie) (även 2023–nutid)
- 2021–2023 – The Bay (TV-serie)